# وای (ترانه گرلز جنریشن)
«وای» (انگلیسی: Gee) آهنگی است که توسط گروه دخترانهٔ اهل کره جنوبی، گرلز جنریشن، ضبط شده‌است. در ۵ ژانویه سال ۲۰۰۹، نسخه اصلی این آهنگ که زبان کره‌ای است به عنوان تک‌آهنگ اصلی آلبوم چندآهنگهٔ به همین نام منتشر شد. «وای» ترانه‌ای در سبک بابلگام پاپ و الکتروپوپ با عناصری از هیپ هاپ و تکنو است که در مورد احساسات دختران وقتی عاشق می‌شوند، صحبت می‌کند. این ترانه در کره جنوبی بسیار موفق بود؛ به‌طوریکه این تک‌آهنگ رکورد صدر نشینی در جدول بانک موسیقی را با ۹ هفتهٔ متوالی ازآن خود کرد. این ترانه در جدول اینکیگایو نیز سه هفتهٔ متوالی صدر نشین بود. «وای» پرفروش‌ترین تک‌آهنگ سال ۲۰۱۰ در کره جنوبی شد و توسط ملون محبوبترین ترانهٔ دههٔ ۲۰۰۰ کره جنوبی نام گرفت.
در اکتبر سال ۲۰۱۰، نسخهٔ ژاپنی این آهنگ به عنوان دومین تک‌آهنگ گرلز جنریشن در ژاپن و ورود آنها در صحنه موسیقی ژاپن ضبط و منتشر شد. این تک آهنگ در جدول تک‌آهنگ اوریکون به رتبهٔ دوم و رتبهٔ اول در جدول آهنگ دیجیتال صنعت ضبط ژاپن رسید. . این ترانه گواهی طلایی را از انجمن صنعت ضبط ژاپن به دلیل فروش بیش از صدهزار نسخهٔ فیزیکی و بعدها گواهی یک میلیونی را برای فروش بیش از یک میلیون نسخهٔ فیزیکی در یافت کرد. «وای» به‌طور گسترده به عنوان استانداردی در موسیقی کی‌پاپ و پیشگام در روند موسیقی بابلگام‌پاپ مدرن کره‌ای در نظر گرفته می‌شود.

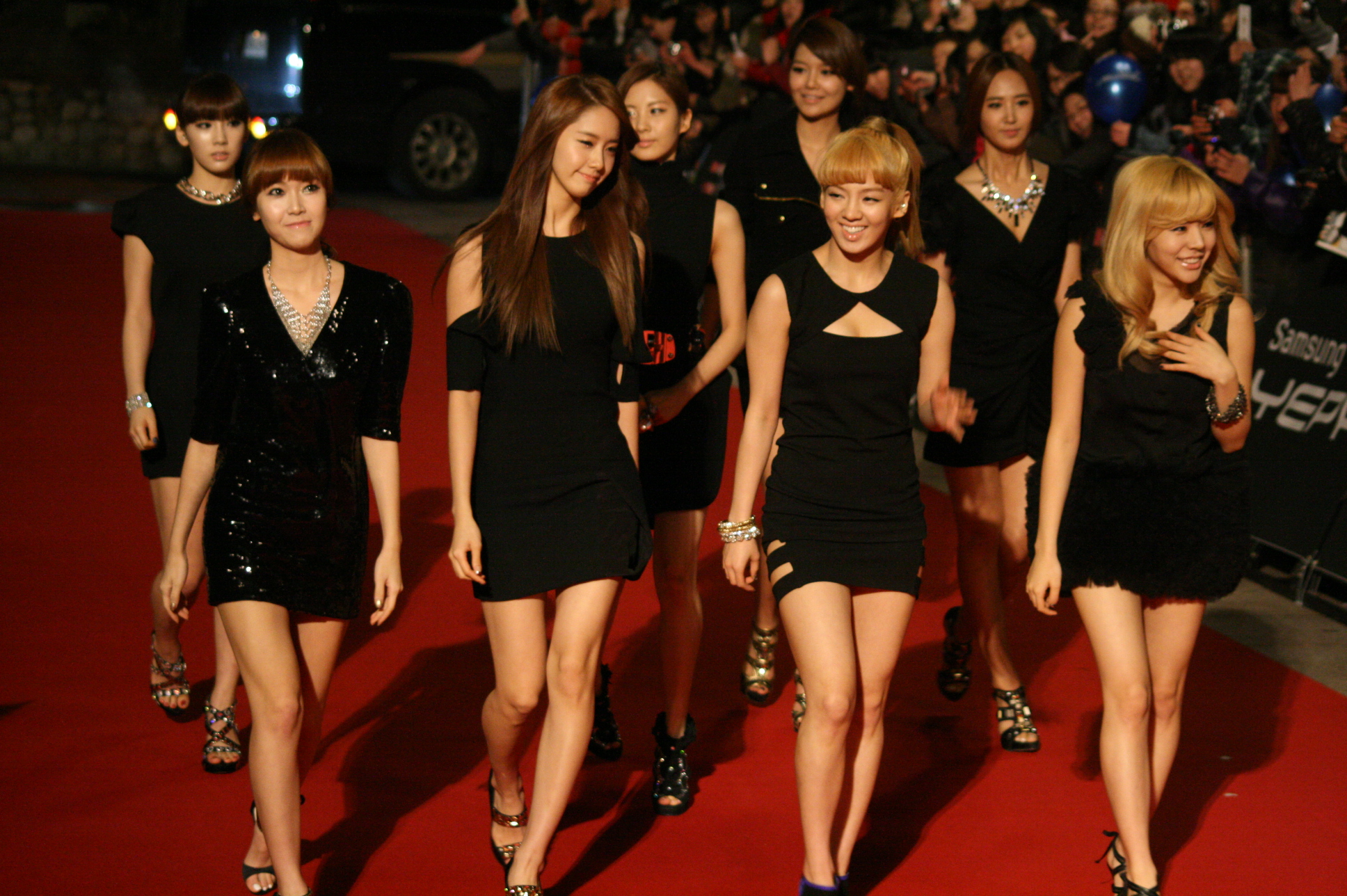
گرلز جنریشن در بیست و چهارمین جشنوارهٔ دیسک طلایی، جایی که آنها موفق به کسب داسانگ دیجیتال (آهنگ سال) شدند

## پیش زمینه و انتشار
گروه گرلز جنریشن در سال ۲۰۰۷ با آلبوم استودیوی «گرلزجنریشن»، که بیش از ۱۰۰هزار نسخه فروخت و یکی از معدود گروه‌های دخترانه‌ای بود که موفق به این کار شد، آغاز به کار کرد. در ۵ ژانویه ۲۰۰۹، اولین آلبوم چندآهنگهٔ گروه، «وای» توسط اس.ام. منتشر شد. این آلبوم کوتاه با موفقیت تجاری روبرو شد و موفق به فروش بیش از ۱۰۰هزار نسخه در کره جنوبی شد. اس.ام. در ابتدا قصد داشت «ملکهٔ رقص» را منتشر کند، که بازخوانی آهنگ رحمت از خوانندهٔ بریتانیایی دافی بود. اما به دلیل مسائل مربوط به کپی‌رایت، انتشار این آهنگ به تعویق افتاد و «وای» بعنوان تک‌آهنگ تبلیغاتی آلبوم منتشر شد. موسیقی این ترانه ای-ترایب ساخته شده‌است، در حالی که اشعار آن توسط آهن میونگ‌وین و کیم یانگ‌دئوک سروده شده‌است.